# Tamara (Albanien)
Tamara (albanisch auch Tamarë) ist ein Ort in Nordalbanien. Im kleinen Dorf befindet sich das Verwaltungszentrum der Region Kelmend (Njësia administrative Kelmend), die bis 2015 eine eigenständige Gemeinde war, jetzt aber zur Gemeinde Malësia e Madhe gehört. 
Der Ort mit rund 500 Einwohnern verfügt über eine Schule, ein Gesundheitszentrum, eine Touristeninformation, eine Kirche und eine kleine Fußgängerzone im Zentrum, die 2016 neu angelegt worden ist, auch zur Förderung des Tourismus in der Region.

## Geographie

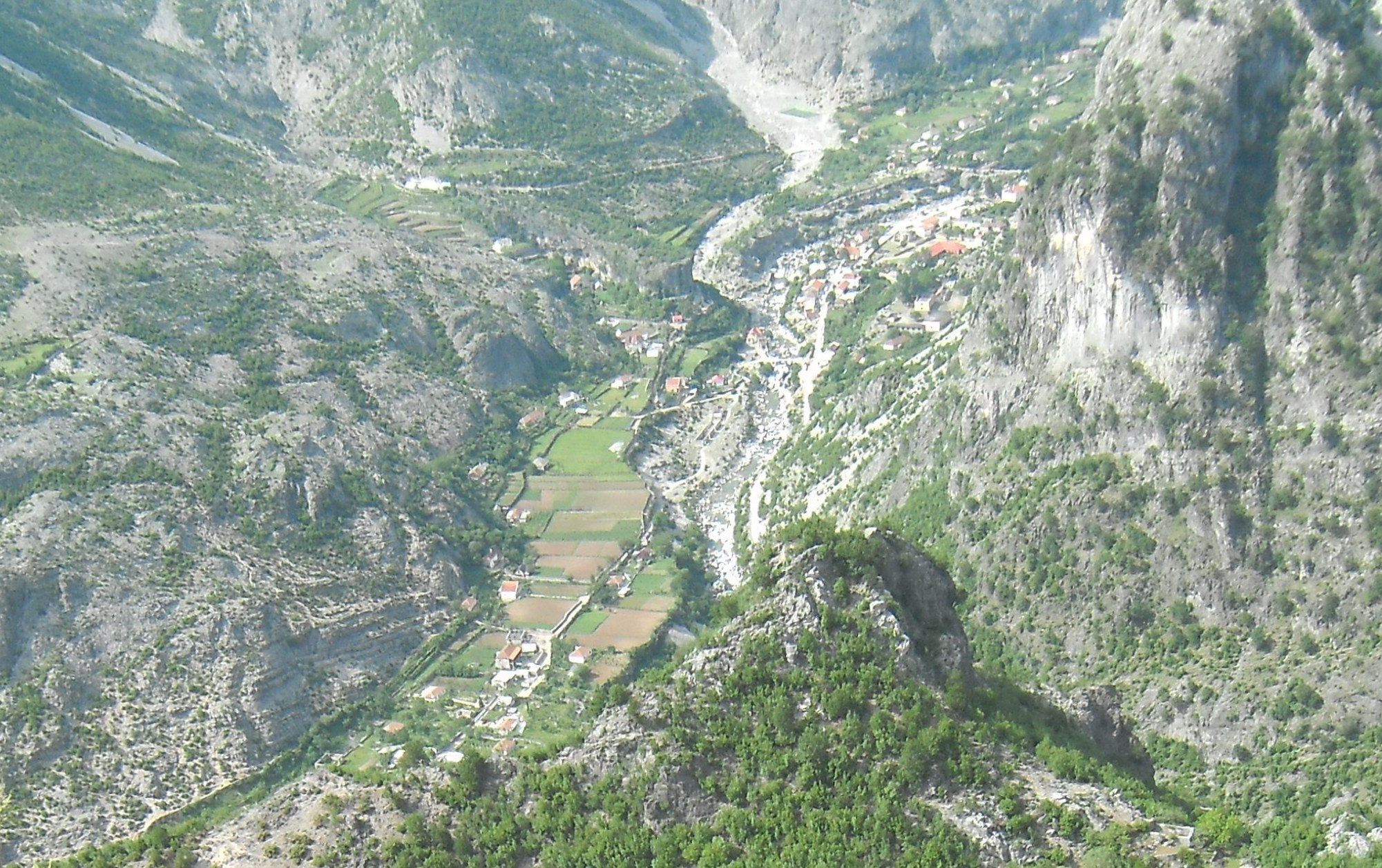
Blick vom Bergdorf Broja nach Tamara hinunter

Tamara liegt innerhalb der Albanischen Alpen im tief eingeschnittenen Tal des Cem auf rund 250 m ü. A. Im Nordwesten steigt das Tal innerhalb von rund zwei Kilometer auf 1500 m ü. A. bis zu einem Grat an, auf dem die Grenze zu Montenegro verläuft. Im Süden erhebt sich gleich über der Stadt ein 593 m ü. A. hoher Felsen, Beginn eines Bergzugs, der auch auf Höhen deutlich über 1000 m ü. A. ansteigt. In den karstigen Bergen rund um Tamara finden sich diverse Höhlen. Aus zahlreichen Quellen entspringt Wasser.
Gleich südlich des Dorfes vereinigen sich der Cem mit dem Cem i Vuklit, der aus einem östlichen Seitental kommt.

## Geschichte
Der Name des Ortes leitet sich von der Brücke Ura e Tamarës ab, die Kara Mahmud Pasha, Wesir von Shkodra, in der zweiten Hälfte des 18. Jahrhunderts über den Cem i Vuklit erbauen ließ. Die Bevölkerung benannte die Brücke in Dankbarkeit nach seiner Gemahlin Tamara, die ihren Mann zum Bau anregte, nachdem die alte Brücke durch ein Unwetter zerstört worden war.
Tamara war früher die Winterweide von Selca, dem historischen Hauptort im Tal.
1935 nahm in Tamara die Lokalverwaltung für die Region Kelmend ihren Sitz. Bis nach dem Zweiten Weltkrieg bestand der Ort praktisch nur aus dieser und hatte lediglich 116 Einwohner. Im Januar 1945 bekämpften sich bei der Brücke von Tamara kommunistische Partisanen und lokale nationalistische Gruppen. Ein Denkmal im Ortszentrum erinnert an die über 100 Opfer des kommunistischen Regimes unter der Bevölkerung von Kelmend. 1966 wurde das Land kollektiviert und eine landwirtschaftliche Genossenschaft eingerichtet. Es wurden in Tamara eine Mittelschule und ein Krankenhaus eröffnet sowie ein kleines Wasserkraftwerk erbaut.
Ans albanische Straßennetz ist das Cem-Tal mit Tamara erst seit 1968 angeschlossen. 5000 Jugendliche hatten in anderthalb Jahren eine 65 Kilometer lange Straße bis Vermosh erbaut.

## Wirtschaft und Verkehr

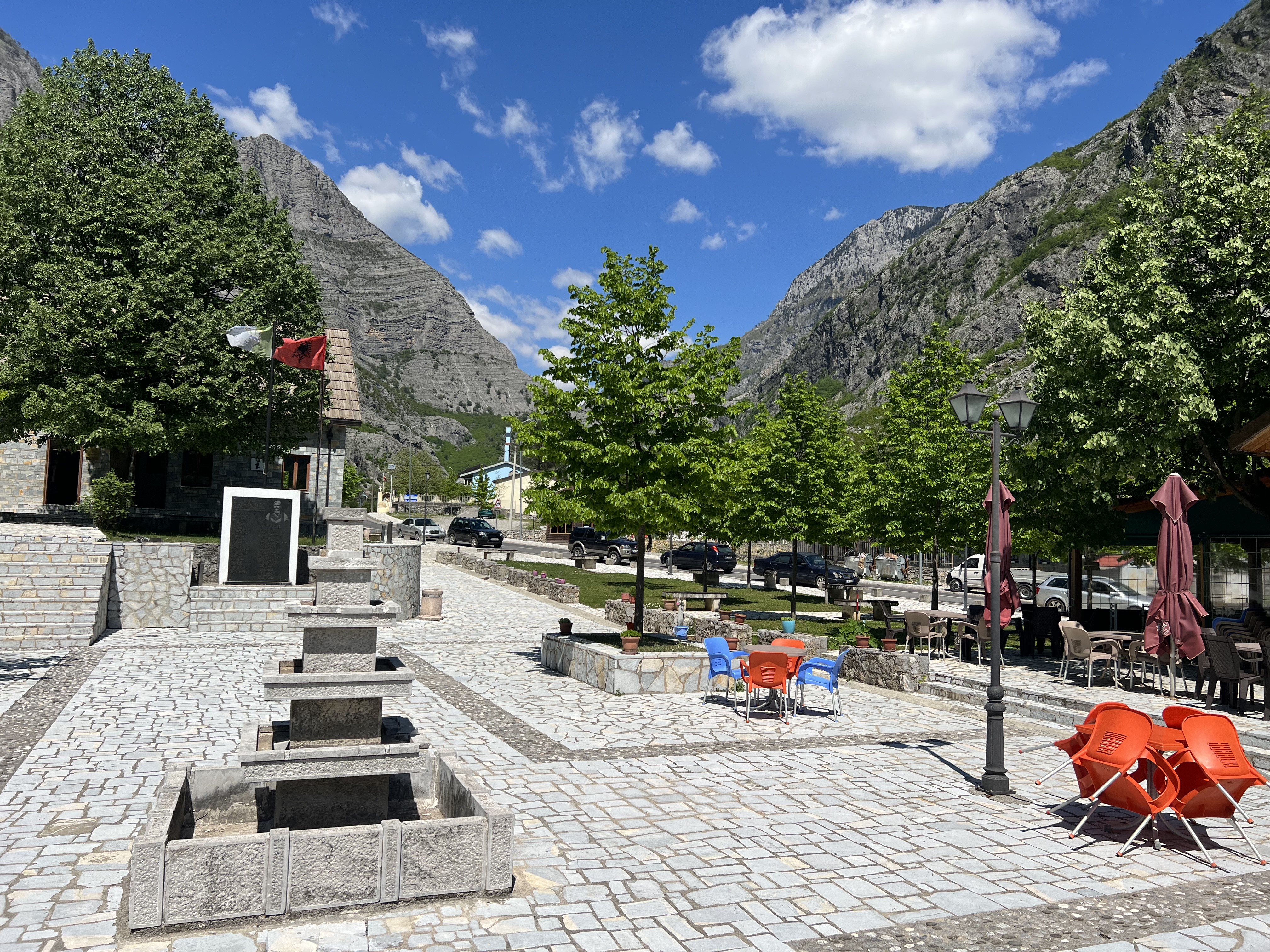
Hauptplatz (2023)

Landwirtschaft und insbesondere Viehzucht sind die bedeutendsten Wirtschaftszweige im Ort.
Seit Ende 2016 ist die Straße von Han i Hotit über Tamara und den Pass Qafa e Bordolecit bis Vermosh durchgehend asphaltiert, während die letzten 500 Meter bis zum Grenzübergang bei Gusinje nur eine wassergebundene Decke besitzen. Tamara ist seit 2014 auf asphaltierter Straße erreichbar. 2021 wurde rund neun Kilometer flussabwärts der Grenzübergang Grabom mit Montenegro eröffnet. Der neue Grenzübergang rückt nicht nur Podgorica näher ans Kelmend, sondern eröffnet auch eine schnellere Verbindung von der montenegrinische Hauptstadt nach Plav.